# Saison 1 de Détective Conan
Chronologie
Saison 2 de Détective Conan
La Saison 1 de Détective Conan a été diffusée du 8 janvier 1996 au 16 décembre 1996 (épisodes 1 à 42) sur Nippon TV. Elle est composée de 42 épisodes.
Le premier générique d'ouverture (épisodes 1 à 30) intitulé Mune ga doki doki (胸がドキドキ), est interprété par le groupe de punk rock japonais The High-Lows. Le second (épisodes 31 à 52), intitulé Feel Your Heart, est interprété par le groupe japonais Velvet Garden.
Le premier générique de fin (épisodes 1 à 26), intitulé Step by Step, est interprété par le groupe japonais Ziggy. Le second (épisodes 27 à 51) intitulé Meikyū no Lovers (迷宮のラバーズ), est interprété par le groupe japonais Heath.
| No | Titre français                                                                               | Titre japonais                | Titre japonais | Date de 1re diffusion |
| No | Titre français                                                                               | Kanji                         | Rōmaji | Date de 1re diffusion |
| --- | -------------------------------------------------------------------------------------------- | ----------------------------- | --- | --------------------- |
| 1 | Le Plus Grand Détective du siècle (files : 1/tome : 1)                                       | ジェットコースター殺人事件    | Jet coaster satsujin jiken (L'affaire du meurtre sur le Jet Coaster)                                                    | 8 janvier 1996        |
| Shinichi Kudô, un jeune détective lycéen de 17 ans, surprend une conversation privée entre deux individus. Ces individus lui font boire un poison le faisant rajeunir de 10 ans avant de le laisser pour mort. |                                                                                              |                               | |                       |
| 2 | Le Commencement (files : 2-5/tome : 1)                                                       | 社長令嬢誘拐事件              | Shachou reijou yuukai jiken (L'affaire de l'enlèvement de la fille du PDG)                                              | 15 janvier 1996       |
| Shinichi Kudô prend le pseudonyme de Conan Edogawa avant d'aller s'installer chez Ran Môri dont le père est détective privé afin de retrouver ses agresseurs. |                                                                                              |                               | |                       |
| 3 | Méfiez-vous des stars (files : 6-9/tome : 1)                                                 | アイドル密室殺人事件          | Idol misshitsu satsujin jiken (L'affaire du meurtre dans la chambre close d'une idole)                                  | 22 janvier 1996       |
| Conan fait la connaissance de ses camarades de classe et résout une affaire impliquant la chanteuse Yoko Okino. |                                                                                              |                               | |                       |
| 4 | Le Poisson lumineux (files : 36-39/tome : 4)                                                 | 大都会暗号マップ事件          | Dai tokai angou map jiken (L'affaire de la carte codée de la grande ville)                                              | 29 janvier 1996       |
| Conan et ses amis découvrent par hasard une carte au trésor, ils décident alors de partir à sa recherche. Cela va devenir la première enquête des « Détectives Juniors ». |                                                                                              |                               | |                       |
| 5 | La Bombe roulante (files : 33-35/tome : 4)                                                   | 新幹線大爆破事件              | Shinkansen dai bakuha jiken (L'affaire de la bombe à bord du shinkansen)                                                | 5 février 1996        |
| Alors que la famille Môri, Conan et les Détectives Juniors voyagent dans un train, Conan surprend une conversation indiquant qu'une bombe va exploser. Conan se met alors à la recherche de cette bombe. |                                                                                              |                               | |                       |
| 6 | Le Meurtre de la Saint-Valentin                                                              | バレンタイン殺人事件          | Valentine satsujin jiken (L'affaire du meurtre de la Saint-Valentin)                                                    | 12 février 1996       |
| Conan résout une affaire d'empoisonnement lors de la fête de la Saint-Valentin où se rendent Ran et sa meilleure amie, Sonoko. |                                                                                              |                               | |                       |
| 7 | Le Mystérieux expéditeur (files : 26-29/tome : 3)                                            | 月いちプレゼント脅迫事件      | Tsukiichi present kyouhaku jiken (L'affaire de la menace du cadeau mensuel)                                             | 19 février 1996       |
| Un chirurgien reçoit tous les mois un jouet et de l'argent depuis deux ans. Il demande alors l'aide de Kogorô pour élucider ce mystère. Ran a également des soupçons sur la véritable identité de Conan. |                                                                                              |                               | |                       |
| 8 | Meurtre au musée (files : 30-32/tome : 4)                                                    | 美術館オーナー殺人事件        | Bijutsukan owner satsujin jiken (L'affaire du meurtre du propriétaire du musée)                                         | 26 février 1996       |
| Ran, Conan et Mouri partent visiter un musée. Un homme est attaqué par une personne en armure dans un musée. La scène du crime, filmée par une caméra de vidéosurveillance, calque délibérément un tableau situé en face de la victime et ayant pour titre le châtiment divin. |                                                                                              |                               | |                       |
| 9 | Festival fatal (files : 59-61/tomes : 6-7)                                                   | 天下一夜祭殺人事件            | Tenkaichi yomatsuri satsujin jiken (L'affaire du meurtre au festival nocturne)                                          | 4 mars 1996           |
| Lors d'un festival de printemps, un homme est tué par balle dans la chambre de son hôtel. Conan va devoir prouver que l’alibi de l'assassin n'est pas fondé. |                                                                                              |                               | |                       |
| 10 | Conan marque un but (files : 68-71/tomes : 7-8)                                              | プロサッカー選手脅迫事件      | Pro soccer senshu kyouhaku jiken (L'affaire du chantage sur un footballeur professionnel)                               | 11 mars 1996          |
| Le jour d'un match de football important, une lycéenne se rend à l'agence de détective pour retrouver son prétendu amoureux, Shinichi Kudô. Elle emmène alors Ran et Conan dans son appartement mais elle cache quelque chose et semble liée à l'un des joueurs. |                                                                                              |                               | |                       |
| 11 - SP1 | Sonate pour crime au clair de lune (épisode spécial de 45 minutes) (files : 62-67/tome : 7)  | ピアノソナタ『月光』殺人事件  | Piano sonata 'gekkou' satsujin jiken (L'affaire du meurtre sur la sonate pour piano « Au clair de Lune »)               | 8 avril 1996          |
| Après avoir reçu une étrange lettre, Kogorô se rend sur une île au large de Tokyo avec Ran et Conan. Un meurtre a alors lieu en pleine campagne électorale, dans les mêmes circonstances qu'un autre assassinat commis 2 ans auparavant. |                                                                                              |                               | |                       |
| 12 | L'Enlèvement d'Ayumi (files : 81-83/tome : 9)                                                | 歩美ちゃん誘拐事件            | Ayumi-chan yuukai jiken (L'affaire de l'enlèvement d'Ayumi-chan)                                                        | 15 avril 1996         |
| Alors que les Détectives Juniors jouent à cache-cache dans un parc, Ayumi se cache dans le coffre d'une voiture qui semble être celle de tueurs de jeunes filles. |                                                                                              |                               | |                       |
| 13 | Le Meurtre déconcertant (files : 13-16/tome : 2)                                             | 奇妙な人捜し殺人事件          | Kimyou na hito sagashi satsujin jiken (L'affaire étrange du meurtre d'une personne recherchée)                          | 22 avril 1996         |
| Masami Hirota demande l'aide de Kogorô pour retrouver son père. Le lendemain matin, alors qu'ils se sont retrouvés, ce dernier est retrouvé pendu. Et pendant ce temps, un homme mystérieux surveille leur maison. |                                                                                              |                               | |                       |
| 14 | Un message à déchiffrer                                                                      | 謎のメッセージ狙撃事件        | Nazo no message sogeki jiken (L'affaire du tireur au message mystérieux)                                                | 29 avril 1996         |
| Les Détectives Juniors aperçoivent un sniper qui s’entraîne sous la contrainte. Ce dernier laisse le message « 3135134162 » sur une calculatrice. |                                                                                              |                               | |                       |
| 15 | Un cadavre a disparu (files : 56-58/tome : 6)                                                | 消えた死体殺人事件            | Kieta shitai satsujin jiken (L'affaire du cadavre disparu)                                                              | 13 mai 1996           |
| Les Détectives Juniors recherchent un chat mais ils le retrouvent ensanglanté sortant d'une salle de bains. Ils découvrent alors un cadavre dans la baignoire par la fenêtre et appellent la police. Lorsque la police arrive sur les lieux, le cadavre a disparu malgré la fouille effectuée par la police et la surveillance de Conan qui affirme que personne n'est sorti de la maison. |                                                                                              |                               | |                       |
| 16 | Le Meurtre du collectionneur d'antiquités (files : 52-55/tome : 6)                           | 骨董品コレクター殺人事件      | Kottouhin collector satsujin jiken (L'affaire du meurtre d'un collectionneur d'objets anciens)                          | 20 mai 1996           |
| Un homme est tué chez lui avec un sabre, alors même qu'il avait rendez-vous avec Kogorô et trois autres personnes. |                                                                                              |                               | |                       |
| 17 | Cambriolage au supermarché                                                                   | デパートジャック事件          | Department jack jiken (L'affaire du cambriolage dans un grand magasin)                                                  | 27 mai 1996           |
| Les Détectives Juniors se font enfermés dans un magasin le jour où des cambrioleurs font leur coup. |                                                                                              |                               | |                       |
| 18 | La Mariée de juin (files : 78-80/tome : 8)                                                   | 6月の花嫁殺人事件             | Rokugatsu no hanayome satsujin jiken (L'affaire du meurtre de la mariée de juin)                                        | 3 juin 1996           |
| Madame Matsumoto, la professeure de musique de l'école primaire de Shinichi Kudô est empoisonnée le jour de son mariage. |                                                                                              |                               | |                       |
| 19 | Meurtre dans l'ascenseur                                                                     | エレベーター殺人事件          | Elevator satsujin jiken (L'affaire du meurtre dans l'ascenseur)                                                         | 10 juin 1996          |
| Une secrétaire se fait assassiner dans un ascenseur de l'entreprise de mode dans laquelle elle travaille. Il semblerait que ce soit l'œuvre d'un cambrioleur mais sa patronne agit de façon suspecte. |                                                                                              |                               | |                       |
| 20 | La Maison hantée (files : 17-19/tome : 2)                                                    | 幽霊屋敷殺人事件              | Yuureiyashiki satsujin jiken (L'affaire du meurtre dans une maison hantée)                                              | 17 juin 1996          |
| Les Détectives Juniors visitent une maison hantée censée être abandonnée. Cependant, plusieurs indices prouvent que la maison est encore occupée. |                                                                                              |                               | |                       |
| 21 | Meurtre sur un plateau                                                                       | TVドラマロケ殺人事件          | TV drama roke satsujin jiken (L'affaire sur le tournage d'une série télévisée)                                          | 24 juin 1996          |
| Alors que la famille Môri assiste au tournage d'un film, Ran et Conan assistent à un chantage entre deux membres de l'équipe et quelques heures plus tard un des deux est retrouvé poignardé près de l'hôtel où ils séjournent. |                                                                                              |                               | |                       |
| 22 | Les meurtriers en série embarquent sur le Luxury Liner - 1re partie (files : 20-25/tome : 3) | 豪華客船連続殺人事件 (前編)   | Gouka kyakusen renzoku satsujin jiken - Zenpen (L'affaire des meurtres en série sur un paquebot de luxe - 1re partie)   | 1er juillet 1996      |
| 23 | Les meurtriers en série embarquent sur le Luxury Liner - 2e partie (files : 20-25/tome : 3)  | 豪華客船連続殺人事件 (後編)   | Gouka kyakusen renzoku satsujin jiken - Kōhen (L'affaire des meurtres en série sur un paquebot de luxe - 2e partie)     | 8 juillet 1996        |
| Ran, Conan et Kogorô partent en vacances à bord d'un bateau privatisé par le clan Hamoto. Alors que le repas est sur le point de commencer, le major d'homme décide d'aller prévenir le chef du clan afin de s'attabler. Le corps de celui-ci est retrouvé sans vie dans sa cabine fermée à clé de l'intérieur. Un premier coupable est désigné, mais peu de temps après, un second meurtre se produisit. |                                                                                              |                               | |                       |
| 24 | La Mystérieuse amnésique                                                                     | 謎の美女記憶喪失事件          | Nazo no bijo kioku soushitsu jiken (L'affaire de la mystérieuse beauté amnésique)                                       | 15 juillet 1996       |
| L'épisode commence par la fuite d'un suspect arrêté dans une précédente affaire par Kogorô. Apprenant la nouvelle, Ran se rappelle qu'il avait promis de se venger et décide alors d'accompagner son père à une course de chevaux afin de le protéger. Alors que Kogorô, Ran et Conan rentrent d'une course hippique, une jeune femme amnésique tombe dans les escaliers en présence de Kogorô. Il décide alors de l'aider à retrouver la mémoire. La jeune femme semble petit à petit la recouvrer. Plus tard, une personne attente à la vie de Kogorô et de la jeune femme qui, après de multiples tentatives de meurtre à son encontre, retrouve pleinement la mémoire. Cependant, cette femme au comportement suspect a une carrure musclée et possède des réflexes impressionnants. |                                                                                              |                               | |                       |
| 25 | Enlèvement contre rançon                                                                     | 偽りの身代金誘拐事件          | Itsuwari no minoshirokin yuukai jiken (L'affaire de la rançon pour un faux enlèvement)                                  | 22 juillet 1996       |
| Une rançon est demandée à un homme d'affaires, contre la libération de sa fille. Mais l'opération tourne mal, lorsque les demandeurs de rançon se rendent compte que la police est présente sur le lieu de l'échange. |                                                                                              |                               | |                       |
| 26 | John et l'Assassinat                                                                         | 愛犬ジョン殺人事件            | Aiken John satsujin jiken (L'affaire de meurtre et le chien John)                                                       | 29 juillet 1996       |
| Le chien de John est accusé d'avoir attaqué une personne sans raison. Conan va alors tenter de découvrir ce qui s'est réellement passé pour éviter qu'il soit piqué. |                                                                                              |                               | |                       |
| 27 | La Réunion de classe de Kogorô - 1re partie (files : 84-86/tome : 9)                         | 小五郎の同窓会殺人事件 (前編) | Kogorô no dousoukai satsujin jiken - Zenpen (L'affaire du meurtre à la réunion d'anciens élèves de Kogorô - 1re partie) | 5 août 1996           |
| 28 | La Réunion de classe de Kogorô - 2e partie (files : 84-86/tome : 9)                          | 小五郎の同窓会殺人事件 (後編) | Kogorô no dousoukai satsujin jiken - Kōhen (L'affaire du meurtre à la réunion d'anciens élèves de Kogorô - 2e partie)   | 12 août 1996          |
| Les membres du club de judo à l'université de Kogorô se réunissent. Après avoir regardé un feu d'artifice, ils décident de réveiller leur amie qui n'était pas venu assister au spectacle car elle « dormait ». N'étant toujours pas réveillée, la bande d'amis décide d'entrer dans sa chambre. C'est avec stupéfaction qu'ils découvrent le cadavre de leur ami. Mais ce qui semble être un suicide paraît louche. Kogorô prend très à cœur l'enquête. |                                                                                              |                               | |                       |
| 29 | Meurtre en direct                                                                            | コンピューター殺人事件        | Computer satsujin jiken (L'affaire du meurtre par ordinateur)                                                           | 19 août 1996          |
| Le président d'une société de fabrication de logiciel informatique est retrouvé mort à la suite d'une crise cardiaque. |                                                                                              |                               | |                       |
| 30 | Un alibi parfait                                                                             | アリバイ証言殺人事件          | Alibi shougen satsujin jiken (L'affaire de l'alibi imparable)                                                           | 26 août 1996          |
| Un avocat célèbre fait appel à Kogorô pour enquêter sur sa femme. Le soir-même, cette dernière est retrouvée assassinée. |                                                                                              |                               | |                       |
| 31 | Meurtre au studio de télévision (files : 102-104/tome : 11)                                  | テレビ局殺人事件              | TV kyoku satsujin jiken (L'affaire du meurtre au studio de télévision)                                                  | 2 septembre 1996      |
| Lors d'une émission télévisée en direct à laquelle Kogorô Môri est invité, un employé de la chaîne est assassiné. |                                                                                              |                               | |                       |
| 32 | Meurtre au coffee shop (files : 105-107/tome : 11)                                           | コーヒーショップ殺人事件      | Coffee shop satsujin jiken (L'affaire du meurtre au coffee shop)                                                        | 9 septembre 1996      |
| Ran ne peut pas rester en compagnie de Conan. En effet, celle-ci a rendez-vous avec Shinichi Kudo. Mais c'est impossible. Conan décide donc de suivre Ran dans un coffee shop. Il observe toutes les allées et venues jusqu'à ce qu'un meurtre se produise dans les toilettes. Dans son enquête, Conan va être aidé par une avocate redoutable, Eri Kisaki. |                                                                                              |                               | |                       |
| 33 | Rendez-vous mortel                                                                           | 探偵団サバイバル事件          | Tanteidan survival jiken (L'affaire de l'aventure des détectives)                                                       | 14 octobre 1996       |
| Alors que les détectives juniors font une chasse au trésor, ils sont suivis par des voleurs de bijoux qui avaient caché leur butin au même endroit que la destination de la carte au trésor. |                                                                                              |                               | |                       |
| 34 | L'Homme aux bandelettes - 1re partie (files : 40-44/tome : 5)                                | 山荘包帯男殺人事件 (前編)     | Sansou houtai otoko satsujin jiken - Zenpen (L'affaire du meurtre au chalet par l'homme aux bandages - 1re partie)      | 21 octobre 1996       |
| 35 | L'Homme aux bandelettes - 2e partie (files : 40-44/tome : 5)                                 | 山荘包帯男殺人事件 (後編)     | Sansou houtai otoko satsujin jiken - Kōhen (L'affaire du meurtre au chalet par l'homme aux bandages - 2e partie)        | 28 octobre 1996       |
| Sonoko invite Ran - et par surprise Conan - à se joindre à elle pour un week-end champêtre dans l'une des nombreuses propriétés de sa famille. Là-bas se réunissent autour d'elle sa sœur et les camarades de lycée anciennement membres du club des passionnés de cinéma. En arrivant sur place, Ran et Conan aperçoivent un mystérieux être recouvert de bandelettes. Plus tard, une des invités disparaît. |                                                                                              |                               | |                       |
| 36 | Lundi 19h30                                                                                  | 月曜夜7時30分殺人事件         | Getsuyou yoru 7 ji 30 bun satsujin jiken (L'affaire du meurtre du lundi soir à 19h30)                                   | 4 novembre 1996       |
| Ayumi doit se faire arracher une dent chez le dentiste. Le lendemain, un cadavre est découvert par la dentiste qui a opéré Ayumi. Cette dernière possède un alibi de taille : Ayumi elle-même. Mais la police lui a trouvé un mobile, et bientôt, Conan se met à la soupçonner du meurtre. |                                                                                              |                               | |                       |
| 37 | Meurtre au cactus                                                                            | サボテンの花殺人事件          | Saboten no hana satsujin jiken (L'affaire du meurtre au cactus)                                                         | 11 novembre 1996      |
| Une femme fait appel à Kogorô pour retrouver un homme qui est soi-disant son amour de vacances mais qui avait en réalité provoqué un accident de voiture où son mari est mort. Conan « fouille » dans le passé de la femme et découvre qu'elle a de sombres desseins. |                                                                                              |                               | |                       |
| 38 | La Fête du Feu (files : 10-12/tome : 2)                                                      | 赤鬼村火祭り殺人事件          | Akaoni mura hi matsuri satsujin jiken (L'affaire du meurtre au festival du feu d'Akaoni)                                | 18 novembre 1996      |
| Kogorô a pour contrat de filer un homme pendant 3 jours. Une fois la mission accomplie, il apprend aux infos que le cadavre de cet homme a été retrouvé calciné. |                                                                                              |                               | |                       |
| 39 | Le Meurtre de l'héritière - 1re partie (files : 87-91/tomes : 9-10)                          | 資産家令嬢殺人事件 (前編)     | Shisanka reijou satsujin jiken - Zenpen (L'affaire du meurtre d'une riche demoiselle - 1re partie)                      | 25 novembre 1996      |
| 40 | Le Meurtre de l'héritière - 2e partie (files : 87-91/tomes : 9-10)                           | 資産家令嬢殺人事件 (後編)     | Shisanka reijou satsujin jiken - Kōhen (L'affaire du meurtre d'une riche demoiselle - 2e partie)                        | 2 décembre 1996       |
| Kogorô est invité à une réception chez un riche homme d'affaires. Une fois la soirée terminée, les invités ne peuvent rentrer. Les pneus de leurs voitures ont été crevés. La fille de l'homme d'affaires s'éclipse. C'est alors qu'un des invités est retrouvé assassiné. |                                                                                              |                               | |                       |
| 41 | L'Affaire du drapeau en lambeaux                                                             | 優勝旗切り裂き事件            | Yuushouki kirisaki jiken (L'affaire du drapeau de la victoire en lambeaux)                                              | 9 décembre 1996       |
| Ran, Kogorô, Sonoko et Conan assistent à un match de baseball impliquant l'équipe universitaire de Beika. Au cours du match, le meilleur lanceur doit s'absenter. Quelques instants après, dans le bureau du directeur d'établissement, le drapeau de la compétition de baseball inter-université est retrouvé lacéré. Kogorô doit vite trouver le coupable, sinon, la compétition est définitivement arrêtée. |                                                                                              |                               | |                       |
| 42 | Meurtre au karaoké (files : 45-48/tome : 5)                                                  | カラオケボックス殺人事件      | Karaoke box satsujin jiken (L'affaire du meurtre au karaoké)                                                            | 16 décembre 1996      |
| Un groupe de rock se réunit pour un karaoké. Le chanteur du groupe meurt de façon soudaine et inexpliquée, à la suite de la consommation d'un pain de riz. |                                                                                              |                               | |                       |